# Théodore de Korwin Szymanowski
Théodore de Korwin Szymanowski, właściwie Teodor Dyzma Makary Korwin Szymanowski, herbu Ślepowron, (ur. 4 lipca 1846 w Cygowie, zm. 20 września 1901 w Kijowie) – polski ziemianin, pisarz, poeta i publicysta, tworzył w języku francuskim.

## Młodość
Pochodził z bardzo starej i zasłużonej polskiej rodziny. Był synem Feliksa Szymona Szymanowskiego (1791–1867) oraz Marii z Łubieńskich (1813–1899), córki Piotra Lubieńskiego i Barbary z Szymanowskich. Urodził się jako drugie dziecko z czworga rodzeństwa i był jedynym synem (po wczesnej śmierci młodszego brata Bolesława Piotra). Wychowywał się w rodzinnym majątku razem z rówieśnikiem, swoim ciotecznym bratem, Bernardem Łubieńskim.
Po szkoleniu domowym, około 1858 został wysłany do Kolegium Jezuickiego Saint Clément w Metzu (Lotaryngia wtedy należała do Francji), gdzie kształcili się synowie rodzin polskich, m.in. Marian Ignacy Morawski, jego krewny przez Łubieńskich. Wiadomo o tym z listu otwartego, powstałego z inicjatywy Henryka Kazimierza Plater-Zyberka, zawierającego zażalenie do przełożonego w sprawie nadmiernej dyscypliny panującej w kolegium. Szymanowski też się podpisał. Korwin Szymanowski uciekł z kolegium, początkowo bez wiedzy rodziców, prawdopodobnie z kolegami polskimi, aby uczestniczyć w powstaniu styczniowym. Ojciec jego powiadomił żandarmerię rosyjską, że mu „zginął” nieletni syn w drodze do domu. Na szczęście, Teodor został zatrzymany w Krakowie (w zaborze austriackim) jak informuje o tym wuj jego, Konstanty Ireneusz Łubieński w swoim pamiętniku w liście do Tomasza Wentwortha Łubieńskiego, ojca Bernarda, z kwietnia 1863 r.. Odstawiony jeszcze w sierpniu 1863 do Metz Teodor zakończył tam naukę. W 1864 wrócił do gniazda rodzinnego. Układy po powstaniu styczniowym przyspieszyły reformę uwłaszczeniową chłopów w Królestwie Kongresowym, której młody Teodor był świadkiem.
Śmierć ojca w 1867 spowodowała, że dwudziestoletni Teodor Korwin Szymanowski, przejął odpowiedzialność za dobra cygowskie. W 1874 r. za pośrednictwem prawnego opiekuna jej, Feliksa Sobańskiego, zawarł małżeństwo z Julią Bożeniec Jełowicką. Ale przyrost dosyć licznej rodziny w szybkim tempie dodał kłopotu. Małżeństwo doczekało się siedmiu synów: Feliksa, Eustachego, Józefa, Bolesława, Aleksandra,  Jana, Franciszka, oraz córki Marii. Ofiarą rodzinnych kłopotów, była również zapomniana dziś, młodsza siostra Teodora, Maria Szymanowska (1850–1921), doskonale zapowiadająca się, i według nauczyciela jej, Wojciecha Gersona, wybitna malarka, która była zmuszona zaniechać z wyjazdu do Paryża na studia.

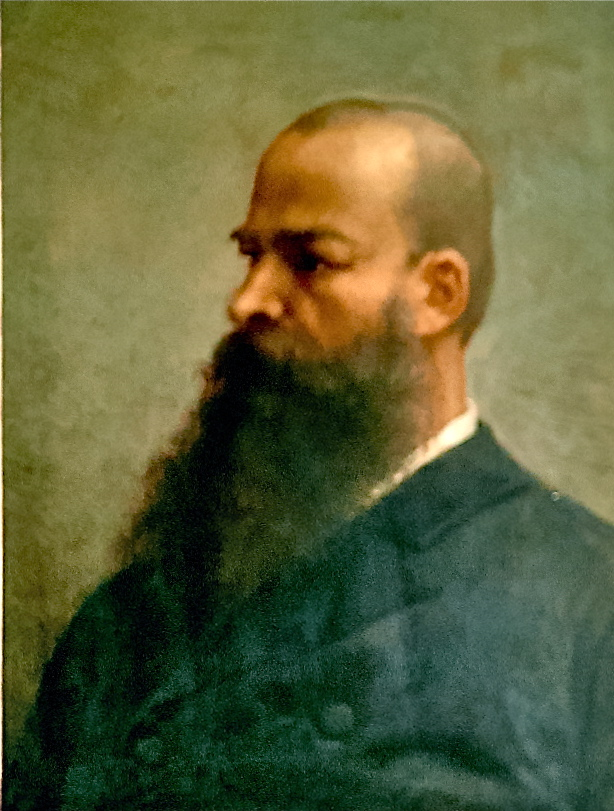
Portret brata Teodora malowany przez Marię Szymanowską

## Twórczość

### Publicystyka
W 1885 Teodor Szymanowski promował koncepcje unii europejskiej. Zajmował się również kwestią niewolnictwa afrykańskiego; w 1890 uczestniczył na Wolnym Kongresie Antyniewolniczym w Paryżu, po którym wydał polemikę. Jego twórczość w zakresie ówczesnej polskiej myśli polityczno-gospodarczej jest obecnie w badaniu. Podobnymi zagadnieniami ale w zupełnie innym ujęciu zajmował się wybitny powieściopisarz, Joseph Conrad (Korzeniowski), również pisząc w języku obcym.

### Oczekiwanie zjednoczonej Europy[16]
Twórczość Teodora Korwin Szymanowskiego wskazuje na dominującą w rodzinie Szymanowskich kulturę francuską od czasów oświecenia, np. Józef Szymanowski (poeta), tłumacz Voltaire’a. Jej wpływ był spotęgowany przez okres napoleoński, kiedy to ojciec jego i bliscy krewni Łubieńscy służyli u marszałka Davout i przez jego własne wychowanie i doświadczenie dyscypliny intelektualnej jezuitów francuskich, którą zresztą dzieli z samym Voltaire'em. Życie jego kojarzy się z okresem, kiedy następowały okrutne represje, emigracja i zmierzch ziemiaństwa oraz natężona rusyfikacja.
Na przebadanie zasługują polityczne kontakty Szymanowskiego we Francji i w Rosji, o których wspomina. Wiadomo jedynie, że tłem jego pracy gospodarczo-politycznej pt. l’Avenir économique, social et politique en Europe wydanej w Paryżu w 1885 i 1888, był wzmagający się kryzys żywiołowy. „Je suis un seigneur terrassé – jestem panem na bruku” – pisze Szymanowski w „l’Avenir”. Kiedy Szymanowski kończył swą tezę europejską, zmuszony był opuścić ziemię, którą zamieszkiwali przodkowie od pokoleń i wywędrował w głąb Ukrainy. Wiadomo także, że zasobny księgozbiór Korwin Szymanowskich został ulokowany w Nakwasinie u Bolesława i Jadwigi Nakwaskich, szwagra i starszej siostry Szymanowskiego, gdzie ocalał do 1945 roku. Na Ukrainie Szymanowski zajmował się interesami.
Szymanowski proponuje Europę zjednoczoną przy umowie celnej, z centralnym bankiem zorganizowanym na zasadzie premii wpłacanych z każdego państwa, pozwalając na pożyczki rządowe i posługując się wyłącznie jedną walutą obiegową, najlepiej frankiem francuskim. Całość oparta byłaby na zebraniu statystyk szczegółowych z wszystkich partycypujących państw. Trzeba będzie jeszcze przeczekać 70 lat i dwie wojny światowe, nim architekci projektu zjednoczonej Europy, m.in. Robert Schuman i Jean Monnet, zebrali się do dzieła. Tymczasem Szymanowski dalej rozbudowywał swoją tezę w publikacjach o reformie parlamentarnej, „Conférence Internationale sur les réformes parlementaires” i o umowie celnej Conférence Internationale Douanière.

### Projekt zapobieżenia niewolnictwu
Szymanowski widzi w „rozbiorach” Afryki, ustalonych przez kolonizatorów europejskich na Konferencji Berlińskiej w 1885 podobieństwo z rozbiorami Polski, co wynika z jego tekstu pt.A propos de la Conférence de Berlin. Jest to wstęp do jego projektu „ratowania” społeczeństwa na czarnym lądzie.
Był uczestnikiem Wolnego Kongresu Antyniewolniczego, zorganizowanego pod patronatem papieża Leona XIII, we wrześniu 1890 w kościele Saint Sulpice przez generała OO. Białych, kardynała Lavigerie. Jak sam mówi w swej broszurze pt. L'Esclavage Africain, Szymanowski był jedynym uczestnikiem z Imperium rosyjskiego, które nie skorzystało z zaproszenia na ten zjazd międzynarodowy przedstawicieli z każdego państwa kolonialnego. Uczestniczyli na nim nawet obserwatorzy z Zjednoczonego Królestwa, chociaż nie katolicy. Szymanowski podkreśla wrogą postawę prawosławnego caratu wobec Kościoła katolickiego, czego żałował, bo obie instytucje miały w jego opinii wspólnego wroga w postaci muzułmańskiego wodza Mahdi'ego. Sugerował, by handel ludźmi zastąpić handlem surowcami z Afryki za pomogą centralnego banku afrykańskiego. Taki bank powstał dopiero w 1963 przy pomocy Komisji Gospodarczej ONZ.

### Poezja

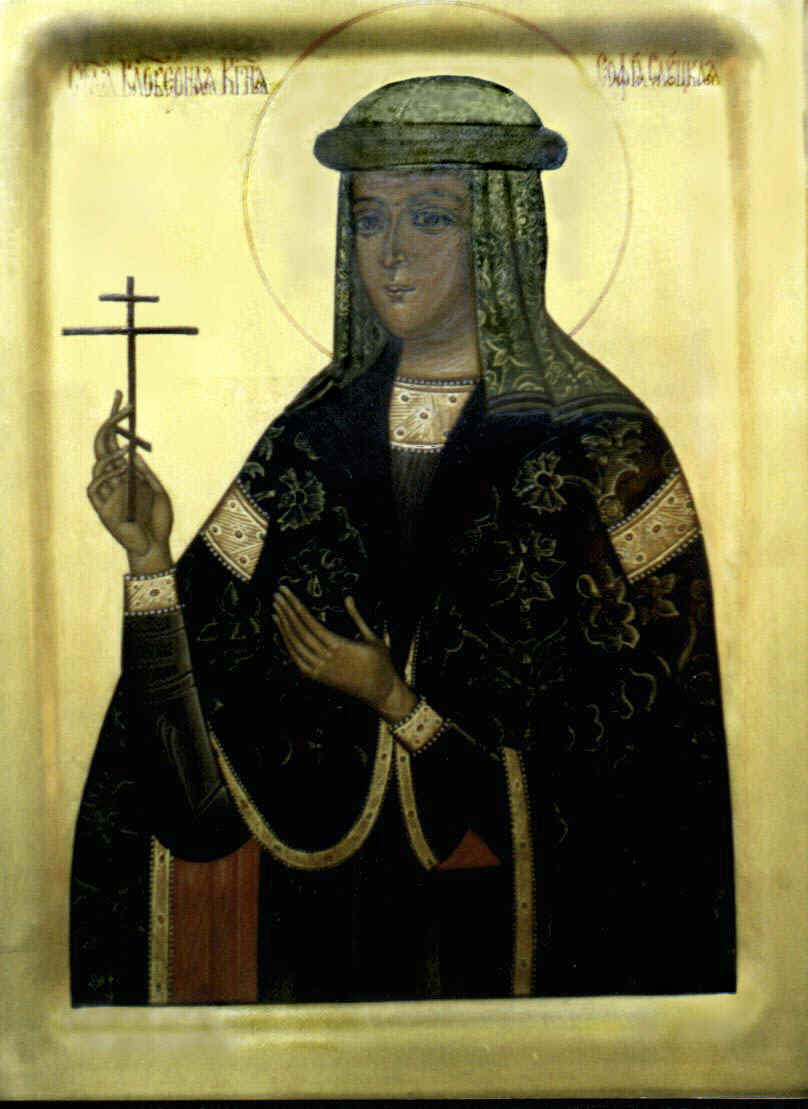
Ikona Św. Zofii w Katedrze Świętego Ducha w Mińsku.

Tematyka alegoryczna Teodora Korwin Szymanowskiego odnajduje się w jego dwóch poematach w języku ojczystym. Należy przypuszczać z tytułu, „Historya Świata, część pierwsza: Stworzenie Aniołów”, że miał w projekcie dalsze wydania. W tym pierwszym poemacie porusza stosunki międzyanielskie oraz bunt i upadek najwspanialszych aniołów. Ostatnia praca poetycka, jest wydana pod tytułem Zofija Olelkiewiczówna – księżniczka słucka. Poświęcono ją postaci historycznej z XVI-go wieku, Zofii księżnej słuckiej, która z powodów politycznych była wydana za Janusza Radziwiłła, pod warunkiem, że zostanie przy wierze prawosławnej. W 1983 została ogłoszona świętą w białoruskim Kościele prawosławnym.

## Publikacje
- L’avenir économique, social et politique en Europe, Ed.H. Marot, Paris 1885[27]
- A propos de la conférence de Berlin, Ed. Bourdarie, Paris 1890
- Conférence Internationale Douanière, Ed. Bourdarie, Paris 1890
- Conférence Internationale sur les Réformes Parlementaires, Ed.A. Reiff, Paris 1890
- L’Esclavage Africain, Ed.A. Reiff, Paris 1891[28]
  - Publikacje w języku polskim:
- Historya świata część 1sza – Stworzenie Aniołów, Ed.A. Reiff, Paris 1890
- Zofija Olelkiewiczówna – księżniczka słucka, Ed. G.L. Fronckevic, Kiev 1891[26]